# Pentametilciclopentadiene
Il 1,2,3,4,5-pentametilciclopentadiene è il dialchene ciclico di formula C5Me5H (Me = CH3). Il pentametilciclopentadiene è il precursore dell'anione pentametilciclopentadienile C5Me5−, spesso simboleggiato come CP*, che è un legante importante nella chimica metallorganica.

## Sintesi
Il pentametilciclopentadiene è disponibile in commercio. Fu preparato per la prima volta da L. De Vries nel 1960 a partire da trans-2-metil-2-butenale. In alternativa si tratta butenillitio con acetato di etile, facendo seguire una deidrociclizzazione catalizzata da acido:
2 MeCH=C(Li)Me  +  MeC(O)OEt   →   (MeCH=C(Me))2C(OLi)Me  +  LiOEt
(MeCH=C(Me))2C(OLi)Me  +  H+    →   Cp*H  +  H2O  +  Li+

## Derivati metallorganici
Il pentametilciclopentadiene è un precursore dei composti metallorganici contenenti il legante C5Me5− (Cp*). Alcuni esempi di reazioni di formazione di tali complessi metallo–Cp* sono i seguenti:
Cp*H   + C4H9Li  →   Cp*Li  + C4H10
Cp*Li  + TiCl4  →   Cp*TiCl3  + LiCl
2 Cp*H  +  2 Fe(CO)5   →   [Cp*Fe(CO)2]2  +  H2  +  CO
Riguardo all'ultima reazione, l'analogo complesso con il Cp è il Tetracarbonilbis(ciclopentadienil)diferro.
Una reazione istruttiva ma obsoleta per ottenere complessi con il Cp* prevede l'uso dell'esametilbenzene di Dewar. Questo metodo era tradizionalmente usato per preparare i dimeri con ponti cloro [Cp*IrCl2]2 e [Cp*RhCl2]2. Questa reazione si basa sul riarrangiamento catalizzato da acidi alogenidrici dell'esametilbenzene di Dewar per formare un pentametilciclopentadiene sostituito e poi farlo reagire con tricloruro di iridio o tricloruro di rodio idrati.

## Confronto tra Cp e Cp*
I complessi contenenti il legante pentametilciclopentadienile (Cp*) mostrano varie differenze rispetto agli analoghi contenenti ciclopentadienile (Cp). Cp* è un donatore di elettroni più forte e produce un maggior campo dei leganti. Introducendo un maggior ingombro sterico, Cp* finisce col favorire una maggior stabilità del composto, e contemporaneamente diminuisce la tendenza a formare strutture polimeriche. I complessi col Cp* sono in genere più solubili in solventi non polari.